# Aphaenogaster rothneyi
Aphaenogaster rothneyi är en myrart som beskrevs av Auguste-Henri Forel 1902. Aphaenogaster rothneyi ingår i släktet Aphaenogaster och familjen myror. Inga underarter finns listade i Catalogue of Life.